# Magyarország a 2006. évi téli olimpiai játékokon
Magyarország az olaszországi Torinóban megrendezett 2006. évi téli olimpiai játékok egyik részt vevő nemzete volt, 6 sportág összesen 22 versenyszámában 11 férfi és 8 női, összesen 19 versenyzője indult. A magyar atléták nem szereztek érmet, de 1 sportágban összesen 5 olimpiai pontot szereztek. Ez 5 ponttal több, mint az előző, salt lake citybeli olimpián elért eredmény.
Az olimpiai fogadalmat a műkorcsolyázó Sebestyén Júlia és a sífutó Tagscherer Zoltán tette, a nyitóünnepségen a magyar zászlót a rövidpályás gyorskorcsolyázó Darázs Rózsa vitte.

## További magyar pontszerzők

### 4. helyezettek
| Név          | Sportág                    | Versenyszám |
| ------------ | -------------------------- | ----------- |
| Huszár Erika | Rövidpályás gyorskorcsolya | 1500 m      |

### 5. helyezettek
| Név          | Sportág                    | Versenyszám |
| ------------ | -------------------------- | ----------- |
| Knoch Viktor | Rövidpályás gyorskorcsolya | 1500 m      |

### 6. helyezettek
Ezen a téli olimpián a magyar csapat nem szerzett hatodik helyet.

## Eredményesség sportáganként
Az alábbi táblázat összefoglalja a magyar versenyzők szereplését. A sportág neve mögött zárójelben lévő szám jelzi, hogy az adott szakág hány versenyszámában indult magyar sportoló.
Az egyes oszlopokban előforduló legmagasabb érték vagy értékek vastagítással kiemelve.

Az olimpiai pontok számát az alábbiak szerint lehet kiszámolni: 1. hely – 7 pont, 2. hely – 5 pont, 3. hely – 4 pont, 4. hely – 3 pont, 5. hely – 2 pont, 6. hely – 1 pont.
| Sportág                        | Helyezések száma | Helyezések száma | Helyezések száma | Helyezések száma | Helyezések száma | Helyezések száma | Olimpiai pont | Indulók száma | Indulók száma | Indulók száma |
| Sportág                        |                  |                  |                  | 4.               | 5.               | 6.               | Olimpiai pont | Férfi         | Nő            | Össz.         |
| Alpesisí (4)                   | 0                | 0                | 0                | 0                | 0                | 0                | 0             | 1             | 1             | 2             |
| Biatlon (4)                    | 0                | 0                | 0                | 0                | 0                | 0                | 0             | 1             | 1             | 2             |
| Bob (2)                        | 0                | 0                | 0                | 0                | 0                | 0                | 0             | 4             | 0             | 4             |
| Műkorcsolya (3)                | 0                | 0                | 0                | 0                | 0                | 0                | 0             | 2             | 3             | 5             |
| Rövidpályás gyorskorcsolya (6) | 0                | 0                | 0                | 1                | 1                | 0                | 5             | 2             | 2             | 4             |
| Sífutás (3)                    | 0                | 0                | 0                | 0                | 0                | 0                | 0             | 1             | 1             | 2             |
|                                |                  |                  |                  |                  |                  |                  |               |               |               |               |
| Összesen                       | 0                | 0                | 0                | 1                | 1                | 0                | 5             | 11            | 8             | 19            |

## Alpesisí
Férfi
| Versenyző     | Versenyszám      | 1. futam | 1. futam | 2. futam | 2. futam | Összesítés | Összesítés |
| Versenyző     | Versenyszám      | Idő      | Hely.    | Idő      | Hely.    | Idő        | Helyezés   |
| ------------- | ---------------- | -------- | -------- | -------- | -------- | ---------- | ---------- |
| Marosi Attila | Műlesiklás       | 1:07,67  | 56.      | 1:02,61  | 41.      | 2:10,28    | 42.        |
| Marosi Attila | Óriás-műlesiklás | 1:32,30  | 41.      | 1:32,82  | 39.      | 3:05,12    | 38.        |

Női
| Versenyző | Versenyszám      | 1. futam | 1. futam | 2. futam | 2. futam | Összesítés | Összesítés |
| Versenyző | Versenyszám      | Idő      | Hely.    | Idő      | Hely.    | Idő        | Helyezés   |
| --------- | ---------------- | -------- | -------- | -------- | -------- | ---------- | ---------- |
| Tuss Réka | Műlesiklás       | 53,76    | 52.      | 57,83    | 49.      | 1:51,59    | 49.        |
| Tuss Réka | Óriás-műlesiklás | 1:16,12  | 53.      | 1:23,70  | 40.      | 2:39,82    | 41.        |

## Biatlon
Férfi
| Versenyző       | Versenyszám  | Lövőhiba    | Időeredmény | Helyezés |
| --------------- | ------------ | ----------- | ----------- | -------- |
| Tagscherer Imre | 10 km sprint | 3 (1+2)     | 30:38,1     | 74.      |
| Tagscherer Imre | 20 km egyéni | 7 (1+3+1+2) | 1:05:11,1   | 77.      |

Női
| Versenyző         | Versenyszám   | Lövőhiba    | Időeredmény | Helyezés |
| ----------------- | ------------- | ----------- | ----------- | -------- |
| Gottschall Zsófia | 7,5 km sprint | 6 (3+3)     | 31:09,1     | 82.      |
| Gottschall Zsófia | 15 km egyéni  | 8 (1+3+1+3) | 1:08:17,3   | 80.      |

## Bob
Férfi
| Versenyző                                               | Versenyszám | 1. futam | 1. futam | 2. futam | 2. futam | 3. futam | 3. futam | 4. futam | 4. futam | Összesítés | Összesítés |
| Versenyző                                               | Versenyszám | Idő      | Hely.    | Idő      | Hely.    | Idő      | Hely.    | Idő      | Hely.    | Idő        | Helyezés   |
| ------------------------------------------------------- | ----------- | -------- | -------- | -------- | -------- | -------- | -------- | -------- | -------- | ---------- | ---------- |
| Gyulai Márton Pintér Bertalan                           | Kettes      | 57,25    | 28.      | 57,36    | 28.      | 58,40    | 29.      | kiesett  | kiesett  | 2:53,01    | 29.        |
| Gyulai Márton Kürtösi Zsolt Margl Tamás Pintér Bertalan | Négyes      | 56,99    | 24.      | 56,73    | 24.      | 56,45    | 23.      | kiesett  | kiesett  | 2:50,17    | 24.        |

## Műkorcsolya
| Versenyző       | Versenyszám  | Rövid program | Rövid program | Kűr   | Kűr   | Összesítés | Összesítés |
| Versenyző       | Versenyszám  | Pont          | Hely.         | Pont  | Hely. | Pont       | Helyezés   |
| --------------- | ------------ | ------------- | ------------- | ----- | ----- | ---------- | ---------- |
| Tóth Zoltán     | Férfi egyéni | 55,07         | 24.           | 90,40 | 24.   | 145,47     | 24.        |
| Sebestyén Júlia | Női egyéni   | 49,58         | 16.           | 79,68 | 20.   | 129,26     | 18.        |
| Pavuk Viktória  | Női egyéni   | 46,40         | 19.           | 73,45 | 23.   | 119,85     | 23.        |

| Versenyző                 | Versenyszám | Kötelező tánc | Kötelező tánc | Eredeti (original) tánc | Eredeti (original) tánc | Kűr   | Kűr   | Összesítés | Összesítés |
| Versenyző                 | Versenyszám | Pont          | Hely.         | Pont                    | Hely.                   | Pont  | Hely. | Pont       | Helyezés   |
| ------------------------- | ----------- | ------------- | ------------- | ----------------------- | ----------------------- | ----- | ----- | ---------- | ---------- |
| Hoffmann Nóra Elek Attila | Jégtánc     | 27,53         | 19.           | 44,04                   | 18.                     | 77,90 | 16.   | 149,47     | 17.        |

## Rövidpályás gyorskorcsolya
Férfi
| Versenyző    | Versenyszám | Előfutam | Előfutam | Negyeddöntő | Negyeddöntő | Elődöntő | Elődöntő | B döntő  | B döntő | Döntő    | Döntő   | Helyezés |
| Versenyző    | Versenyszám | Idő      | Hely.    | Idő         | Hely.       | Idő      | Hely.    | Idő      | Hely.   | Idő      | Hely.   | Helyezés |
| ------------ | ----------- | -------- | -------- | ----------- | ----------- | -------- | -------- | -------- | ------- | -------- | ------- | -------- |
| Darázs Péter | 500 m       | 42,929   | 2.       | 1:01,289    | 3.          | kiesett  | kiesett  | kiesett  | kiesett | kiesett  | kiesett | 10.      |
| Darázs Péter | 1000 m      | 1:27,929 | 3.       | 1:28,738    | 4.          | kiesett  | kiesett  | kiesett  | kiesett | kiesett  | kiesett | 12.      |
| Darázs Péter | 1500 m      | 2:30,281 | 3.       |             |             | 2:18,348 | 4.       | 2:24,969 | 6.      |          |         | 11.      |
| Knoch Viktor | 1500 m      | 2:23,876 | 3.       |             |             | 2:19,600 | 2.       |          |         | 2:26,806 | 5.      | 5.       |

Női
| Versenyző    | Versenyszám | Előfutam | Előfutam | Negyeddöntő | Negyeddöntő | Elődöntő | Elődöntő | B döntő | B döntő | Döntő    | Döntő   | Helyezés |
| Versenyző    | Versenyszám | Idő      | Hely.    | Idő         | Hely.       | Idő      | Hely.    | Idő     | Hely.   | Idő      | Hely.   | Helyezés |
| ------------ | ----------- | -------- | -------- | ----------- | ----------- | -------- | -------- | ------- | ------- | -------- | ------- | -------- |
| Darázs Rózsa | 500 m       | 1:10,558 | 3.       | kiesett     | kiesett     | kiesett  | kiesett  | kiesett | kiesett | kiesett  | kiesett | 22.      |
| Darázs Rózsa | 1000 m      | 1:34,059 | 4.       | kiesett     | kiesett     | kiesett  | kiesett  | kiesett | kiesett | kiesett  | kiesett | 21.      |
| Darázs Rózsa | 1500 m      | 2:42,256 | 4.       |             |             | kiesett  | kiesett  | kiesett | kiesett | kiesett  | kiesett | 20.      |
| Huszár Erika | 500 m       | 46,113   | 2.       | 45,382      | 4.          | kiesett  | kiesett  | kiesett | kiesett | kiesett  | kiesett | 13.      |
| Huszár Erika | 1000 m      | 1:36,515 | 2.       | 1:34,080    | 3.          | kiesett  | kiesett  | kiesett | kiesett | kiesett  | kiesett | 11.      |
| Huszár Erika | 1500 m      | 2:35,920 | 2.       |             |             | 2:32,504 | 2.       |         |         | 2:25,405 | 4.      | 4.       |

## Sífutás
Férfi
| Versenyző         | Versenyszám | Selejtező | Selejtező | Negyeddöntő | Negyeddöntő | Elődöntő | Elődöntő | Döntő   | Döntő    |
| Versenyző         | Versenyszám | Idő       | Hely.     | Idő         | Hely.       | Idő      | Hely.    | Idő     | Helyezés |
| ----------------- | ----------- | --------- | --------- | ----------- | ----------- | -------- | -------- | ------- | -------- |
| Tagscherer Zoltán | Sprint      | 2:22,69   | 44.       | kiesett     | kiesett     | kiesett  | kiesett  | kiesett | 44.      |
| Tagscherer Zoltán | 15 km       |           |           |             |             |          |          | 45:20,3 | 76.      |

Női
| Versenyző      | Versenyszám | Eredmény | Helyezés |
| -------------- | ----------- | -------- | -------- |
| Gyenesei Leila | 10 km       | 36:43,0  | 69.      |